# Famille de Pouilly
Pour les articles homonymes, voir Pouilly.
La famille de Pouilly est une famille subsistante de la noblesse française sur preuves de 1397. Elle est originaire de Lorraine. Sa branche cadette, les Mensdorff-Pouilly, sont autrichiens depuis la Révolution française.
Cette famille compte parmi ses membres des militaires et des hommes politiques, dont Henri de Pouilly, Emmanuel et Alexandre de Mensdorff-Pouilly.

## Histoire
Le nom provient de la commune de Pouilly-sur-Meuse. Régis Valette écrit que cette famille appartient à la noblesse française sur preuves de 1397.
Cette famille compte plusieurs gouverneurs de Stenay, dont Simon de Pouilly, maréchal du Barrois et conseiller de Charles IV de Lorraine.
Cette famille se divise en plusieurs branches. La branche aînée, issue d’Henri (1454–1555), s'est fixée à Cornay , terre élevée en baronnie en 1508. Une branche cadette, quant à elle, s'est établie à Inor.
Albert Louis de Pouilly, député de la noblesse aux États généraux de 1789, émigre en 1790 à Luxembourg. Il est chargé de recevoir les émigrés et de leur délivrer des passeports pour renforcer les troupes de la coalition. Nommé commandeur de Saint-Louis, Pouilly est envoyé à Berlin comme représentant des princes français, où il accompagne le roi de Prusse dans une campagne en 1792 en Argonne. Pouilly décède à Miltenberg en 1800.
Cette famille connaît les vicissitudes révolutionnaires, suite à son émigration. Une branche de la famille, les Mensdorff-Pouilly-Dietrichstein, s'installe en Autriche et y redevient une famille importante au sein de la noblesse autrichienne, par le jeu notamment d'alliances matrimoniales (par exemple avec la famille de Dietrichstein) et par le rôle politique de plusieurs de ses membres, avec des personnalités comme Emmanuel de Mensdorff-Pouilly, Alexandre de Mensdorff-Pouilly ou encore Albert von Mensdorff-Pouilly-Dietrichstein. Le nom de Mensdorff, qui correspond à celui d'un village du comté de Roussy, est retenu en 1793, par précaution ... afin de ne pas être reconnu si un membre de cette branche tombait entre les mains des républicains français ... Cette branche obtient un titre héréditaire de comte autrichien en 1818 au sein de l'empire d'Autriche puis de l'Autriche-Hongrie. 
Une autre branche est toujours présente à Cornay, en Argonne ardennaise, aux frontières de la Champagne et de la Lorraine, et est redevenue propriétaire, après la Révolution française, du château familial. Plusieurs membres de cette famille ont été maire de cette commune de Cornay, et d'autres se sont mis au service de l'armée de la République française, notamment le général Henri de Pouilly ou encore le général Antoine de Pouilly, mort en 2024.

## Personnalités
- Henri de Pouilly
- Emmanuel de Mensdorff-Pouilly
- Alexandre de Mensdorff-Pouilly

## Alliances
La famille de Pouilly s'est alliée aux familles d'Estiver, du Hautoy, de Housse, de Lavaulx, de Roucy, de Custine de Wiltz, de Briey, de La Fontaine d'Harnoncourt, de Saxe-Cobourg-Saalfeld, de Beaufort, de Maillart de Landres, de Chamiso, de Heulles, d'Hezecques, de Vassinhac d'Imecourt, etc.